# 南开大学材料科学与工程学院
南开大学材料科学与工程学院，简称南开大学材料学院，成立于2015年6月，位于南开大学津南校区理科学院组团。南开大学材料学院与中植集团和天津市东丽区联合建立了“南开大学国家新材料研究院”。